# Mont Saint-Grégoire
De Mont Saint-Grégoire is een van de 9 Montérégie-heuvels in de Canadese provincie Québec. De heuvel werd genoemd naar Paus Gregorius I, en ligt in de gemeente Mont-Saint-Grégoire. De heuvel wordt ook Mont Johnson genoemd.
De Mont Saint-Grégoire is vooral bekend als de locatie van vele cabanes à sucre: oorspronkelijk schuurtjes waar het sap van de esdoorn werd ingekookt tot esdoornsiroop. Later zijn veel van zulke schuren uitgegroeid tot toeristische attracties waar de siroop en verwante producten worden verkocht en eten wordt geserveerd. Verder vindt men er boomgaarden en een netwerk van wandelpaden.